# HD 14262
HD 14262，又名BD+22 329，SAO 75277、HR 676，是一颗恒星，视星等为6.46，位于銀經147.8，銀緯-35.44，其B1900.0坐标为赤經2h 13m 19s，赤緯+22° -35.44′ 24″。